# Nanari Katsumi
Nanari Katsumi (japanisch 勝見 幸璃 Katsumi Nanari; * 17. Februar 2003 in Gunma) ist eine japanische Tennisspielerin.

## Karriere
Katsumi spielt vor allem auf Turnieren der ITF Women’s World Tennis Tour, bei denen sie bislang sechs Doppeltitel gewann.

## Turniersiege

### Doppel
| Nr. | Datum             | Turnier    | Kategorie | Belag     | Partnerin       | Finalgegnerinnen                           | Ergebnis         |
| --- | ----------------- | ---------- | --------- | --------- | --------------- | ------------------------------------------ | ---------------- |
| 1.  | 30. Juli 2022     | Caloundra  | ITF W15   | Hartplatz | Aoi Ito         | Monique Barry Stefani Webb                 | 6:2, 6:2         |
| 2.  | 15. Dezember 2023 | Wellington | ITF W15   | Hartplatz | Yui Chikaraishi | JoshuaCharlton Emile Hudd                  | 6:4, 6:2         |
| 3.  | 13. Juli 2024     | Monastir   | ITF W15   | Hartplatz | Haine Ogata     | Lamis Alhussein Abdel Aziz Arlinda Rushiti | 6:3, 1:6, [10:6] |
| 4.  | 20. Juli 2024     | Monastir   | ITF W15   | Hartplatz | Haine Ogata     | Alice Amendola Cristina Elena Tiglea       | 6:4, 6:2         |
| 5.  | 3. August 2024    | Monastir   | ITF W15   | Hartplatz | Hiromi Abe      | Astrid Cirotte Emmanuelle Girard           | 6:0, 6:3         |
| 6.  | 10. August 2024   | Monastir   | ITF W15   | Hartplatz | Hiromi Abe      | Dimitra Pavlou Alica Rusová                | 6:2, 6:4         |